# Sandra Douglas
Sandra Douglas (Reino Unido, 22 de abril de 1967) es una atleta británica retirada, especializada en la prueba de 4x400 m en la que llegó a ser medallista de bronce olímpica en 1992.

## Carrera deportiva
En los JJ. OO. de Barcelona 1992 ganó la medalla de bronce en los relevos 4x400 metros, con un tiempo de 3:24.23 segundos, siendo superadas por las atletas del Equipo Unificado y las estadounidenses, siendo sus compañeras de equipo: Phylis Smith, Jennifer Stoute y Sally Gunnell.